# Lista de castas de uvas

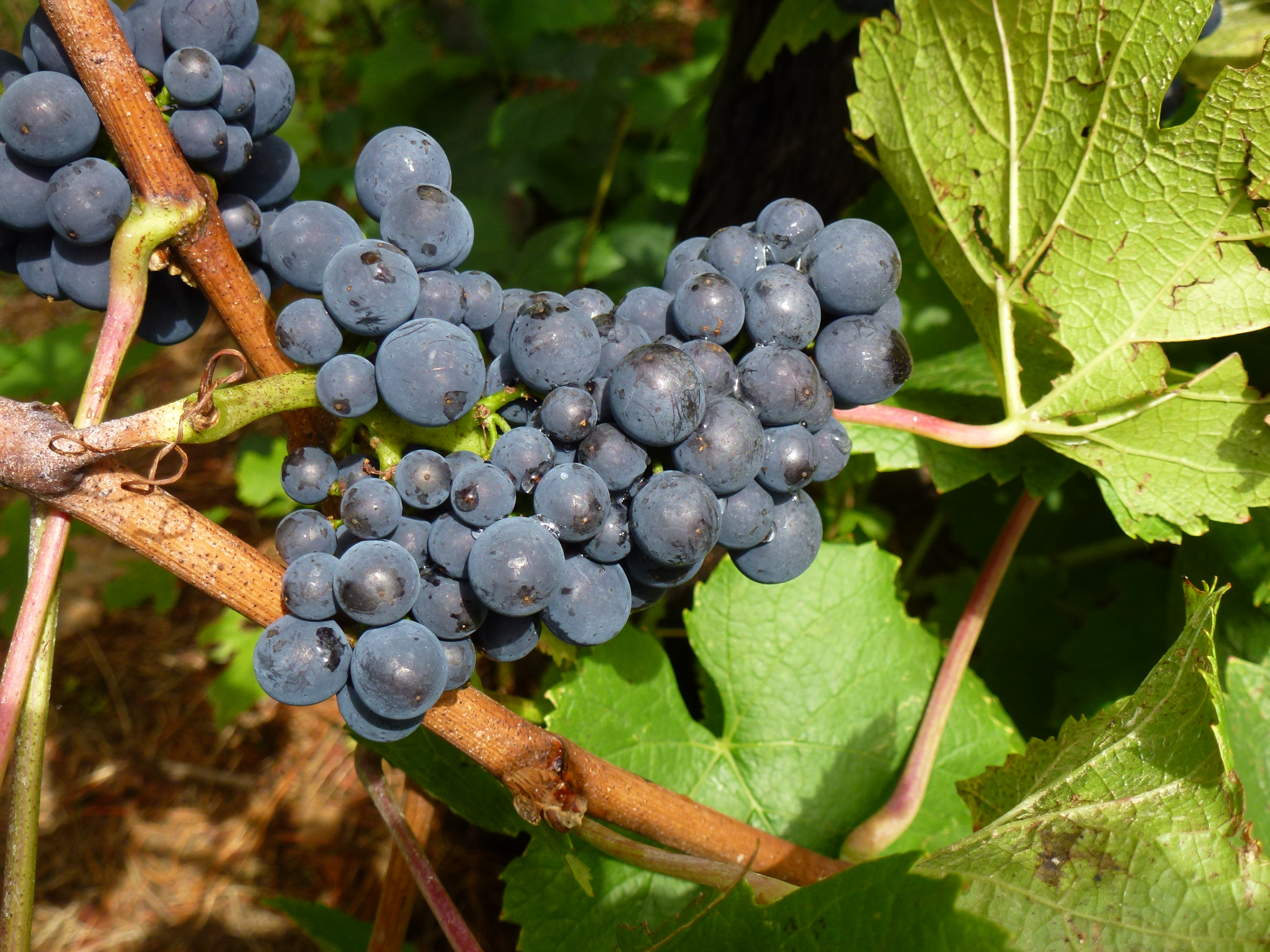
Pinot noir, um exemplo de casta de uva

Esta é uma lista de castas de uvas utilizadas no fabrico de vinho.
Uma casta de uva é um tipo de uva que possui características próprias. Pode se referir tanto a uvas utilizadas na produção de bebidas quanto a uvas destinadas ao consumo in natura.

## Brancas

### A
Alicante Branco •
Almafra •
Almenhaca •
Altesse •
Alvadurão •
Alvar •
Alvarelhão Branco •
Alvarinho •
Antão Vaz •
Aragonez (ou tempranillo)
Arinto •
Arinto do Interior •
Arns Burguer •
Assaraky •
Asserio (ou assario) •
Avesso •
Azal •

### B
Babosa •
Barcelo •
Bastardo Branco •
Batoca •
Beba •
Bical •
Boal •
Boal Barreiro •
Boal Branco •
Boal Espinho •
Boca-de-mina •
Borraçal •
Branca de Anadia •
Branco Desconhecido •
Branco Especial •
Branco Gouvães •
Branco Guimarães •
Branco João •
Branda •
BRS Lorena •
Budelho

### C
Caínho •
Caracol •
Caramela •
Carão de Moça •
Carrasquenho •
Carrega Branco •
Cascal •
Castália •
Castelão Branco •
Castelo Branco •
Cerceal Branco •
Cercial •
Chardonnay •
Chasselas •
Chasselas Sabor •
Chasselas Salsa •
Chenin •
Côdega de Larinho •
Colombard •
Cornichon •
Corval •
Crato Espanhol

### D
Dedo de Dama •
Diagalves •
Dona Branca •
Dona Joaquina •
Donzelinho Branco •
Dorinto

### E
Encruzado •
Estreito Macio •
Sercial (ou escanoso, esganoso, esgana, esganinho, esgana-dão e esgana-cão)

### F
Fernão-Pires •
Folgasão •
Folha de Figueira •
Fonte Cal

### G
Galego Dourado •
Generosa •
Gigante •
Godelho •
Gouveio •
Gouveio Estimado •
Gouveio Real •
Granho

### J
Jacquere •
Jampal

### L
Lameiro •
Larião •
Leira •
Lilás •
Loureiro •
Luzidio

### M
Malvasia •
Malvasia Bianca •
Malvasia Branca •
Malvasia Branca de S. Jorge •
Malvasia Cândida •
Malvasia Fina •
Malvasia Parda •
Malvasia Rei •
Malvasia Romana •
Malvia •
Malvoeira •
Manteúdo •
Marquinhas •
Fernão-Pires (ou Maria-Gomes)  •
Molinha •
Muscadet •
Moscatel de Setúbal •
Moscatel Galego Branco •
Moscatel Graúdo •
Moscatel Nunes •
Moscato embrapa •
Mourisco Branco •
Müller-Thurgau

### N
Naia •
Niágara

### P
Arinto (ou pedernã) •
Pé Comprido •
Perigo •
Perrum •
Pinheira Branca •
Pinot blanc •
Pintosa •
Praça •
Promissão

### R
Rabigato •
Rabigato Franco •
Rabigato Moreno •
Rabo de Ovelha •
Ratinho •
Riesling •
Rio Grande •
Roupeiro Branco

### S
Sabro •
Samarrinho •
Santoal •
São Mamede •
Sarigo •
Sauvignon blanc •
Seara Nova •
Semilão •
Sémillon •
Sercial •
Sercialinho •
Silvaner •
Síria

### T
Tália •
Tamarez •
Terrantez •
Terrantez da Terceira •
Terrantez do Pico •
Touriga Branca •
Trajadura •
Trinca-dente •
Trincadeira Branca •
Trincadeira das Pratas •
Touriga nacional .

### U
Uva Cão •
Uva Cavaco •
Uva Salsa

### V
Valente •
Valveirinho •
Vencedor •
Verdejo •  Verdelho •
Verdial Branco •
Viognier •
Viosinho •
Vital

## Rosadas ou rosês

### A
Alvar Roxo •
Arinto Roxo

### B
Bastardo Roxo

### C
Chasselas Roxo

### D
Donzelinho Roxo

### F
Fernão Pires Rosado •
Folgasão Roxo

### G
Galego Rosado •
Gewurztraminer •
Gouveio Roxo

### L
Listrão

### M
Malvasia Cabral •
Malvasia Cândida Roxa •
Malvasia Fina Roxa •
Moscatel Galego Roxo •
Moscatel-Roxo •
Mourisco Roxo

### P
Pinheira Roxa •
Pinot gris

### R
Roal •
Roxo Flor •
Roxo Rei •
Trigueira •
Verdelho Roxo

## Tintas

### A
Agronómica •
Água Santa •
Alcoa •
Alfrocheiro •
Alicante Bouschet •
Alvarelhão •
Alvarelhão Ceitão •
Amaral •
Amor-Não-Me-Deixes •
Amostrinha •
Aragonez •
Aramon •
Arjunção

### B
Baga •
Barca •
Barreto •
Bastardo •
Bastardo Tinto •
Bonvedro •
Bordô •
Borraçal •
Bragão •
Branjo

### C
Cabernet Franc •
Cabernet Sauvignon •
Cabinda •
Caladoc •
Calrão •
Camarate •
Campanário •
Carignan •
Carrega Burros •
Carrega Tinto •
Casculho •
Castelã •
Castelão •
Castelino •
Casteloa •
Cidadelhe •
Cidreiro •
Cinsaut •
Complexa •
Concieira •
Coração de Galo •
Cornifesto •
Corropio •
Corvo

### D
Deliciosa •
Doçal •
Doce •
Donzelinho Tinto

### E
Engomada •
Esgana Cão Tinto •
Espadeiro Mole •
Trincadeira (ou espadeiro)

### F
Farinheira •
Fepiro •
Ferral

### G
Galego •
Gamay •
Gonçalo Pires •
Gorda •
Gouveio Preto •
Graciosa •
Grand Noir •
Grangeal •
Grenache •
Grossa

### I
Isabel

### J
Jaen •
João de Santarém •
Jaquê

### L
Labrusco •
Lourela •
Lusitano

### M
Malandra •
Malvarisco •
Malvasia Preta •
Manteúdo Preto •
Mário Feld •
Marufo •
Melhorio •
Melra •
Merlot •
Mindelo •
Molar •
Mondet •
Monvedro •
Moreto •
Moscargo •
Moscatel Galego Tinto •
Mourisco •
Mourisco de Semente •
Mourisco de Trevões •
Mulata

### N
Negra Mole •
Nevoeira

### P
Castelão (ou periquita) •
Padeiro •
Parreira Matias •
Patorra •
Pau Ferro •
Pedral •
Pero Pinhão •
Petit Bouschet •
Petit Verdot •
Péxem •
Pical •
Pilongo •
Pinot noir •
Português Azul •
Preto Cardana •
Primavera •
Trincadeira (ou preto martinho)

### R
Rabo de Anho •
Rabo de Lobo •
Rabo de Ovelha Tinto •
Ramisco •
Ramisco Tinto •
Ricoca •
Rodo •
Roseira •
Rufete

### S
Saborinho •
Sangiovese • Sagrantino •
Santareno •
São Saul •
Seibel •
Sevilhão •
Sousão •
Syrah

### T
Aragonez (ou Tinta Roriz ou Tempranillo) •
Tannat •
Teinturier •
Tinta •
Tinta Aguiar •
Trincadeira (ou tinta amarela)
Tinta Aurélio •
Tinta Barroca •
Tinta Bastardinha •
Tinta Caiada •
Tinta Carvalha •
Tinta Fontes •
Tinta Francisca •
Tinta Lameira •
Tinta Lisboa •
Tinta Martins •
Tinta Mesquita •
Tinta Miúda •
Tinta Negra •
Tinta Penajóia •
Tinta Pereira •
Tinta Pinheira •
Tinta Pomar •
Tinta Porto Santo •
Tinta Tabuaço •
Tintem •
Tintinha •
Tinto-cão •
Tinto Pegões •
Tinto Sem Nome •
Touriga Fêmea •
Touriga Franca •
Touriga nacional •
Transâncora •
Trincadeira •
Triunfo

### V
Valbom •
Valdosa •
Varejoa •
Verdelho Tinto •
Verdial Tinto •
Vinhão

### X
Xara

### Z
Zé do Telheiro •
Zinfandel